# Erythrotriorchis
Erythrotriorchis là một chi chim trong họ Accipitridae.